# Survival of the Fattest
56°05′18″N 8°14′28″Ø / 56.0883°N 8.2411°Ø
Survival of the Fattest er en skulptur af en udslidt benet afrikansk mand, der bærer på en enorm fed hvid kvinde med en vægt i hånden. Skulpturen lavet af Jens Galschiøt i 2002 som et symbol på den skæve fordeling af verdens ressourcer. Titlen minder om Charles Darwins berømte udtryk Survival of the fittest.

## Skulptur og symboler
Den 3,5 meter høje bronzeskulptur blev skabt i 2002 og er en stor fed kvinde fra den vestlige verden, der sidder på skuldrene af en udsultet afrikansk mand. Kvinden er retfærdighedsgudinden Justitia. Hun  holder en vægt i hånden som symbol på retfærdighed, men hendes øjne er åbne for at vise, at retfærdighed har udartet til selvretfærdighed og uvilje mod at se den åbenlyse uretfærdighed.
På skulpturen står: 
Jeg sidder på ryggen af en mand
Han er ved at segne under min byrde
Jeg vil gøre alt for at hjælpe ham
Undtagen at træde ned fra hans ryg
Ideen med skulpturen er at skabe en dialog omkring den skæve fordeling af ressourcer i verden.
Skulpturen har været udstillet på WTO topmødet i Hongkong for at sætte fokus på de uretfærdige regler for verdenshandel. Men den har også indgået i mange andre manifestationer fx i London, Athen, Paris og rundt om i Danmark. Samtidig er den blevet et yndet symbol på uretfærdigheden og indgår i plakater verden over.
Der er to Survival of the Fattest skulpturer: den ene er udstillet permanent i den danske by Ringkøbing og den anden bruges fortsat til kunst-manifestationer.

## Udstilling på COP15
I 2009 på FNs 15. klimakonference (COP15) lancerede Jens Galschiøt et projekt kaldet 7 meter, hvor han brugte "Survival of the Fattest" som en del af happeningen.
Survival of the Fattest blev placeret i Københavns havn ved siden af Den Lille Havfrue.
I 2006 var skulpturen udstillet i Ringkøbing i anledning af, at Kunstforeningen for Ringkøbing og omegn havde 40 års jubilæum. Mange af byens borgere blev så glad for skulpturen, at de satte en indsamling i gang for at købe skulpturen til byen. Der blev indsamlet både private og offentlige midler. Skulpturen er nu permanent udstillet på havnen i Ringkøbing. 